# Roman Zub
Roman Iwanowycz Zub, ukr. Роман Іванович Зуб, ros. Роман Иванович Зуб, Roman Zub (ur. 16 lutego 1967 we Lwowie) – ukraiński piłkarz, grający na pozycji pomocnika, a później obrońcy, trener piłkarski.

## Kariera piłkarska

### Kariera klubowa
Rozpoczął karierę piłkarską w 1985 w rezerwowej drużynie Dynama Kijów, jednak przebić wtedy do pierwszego gwiazdorskiego składu nie było szans. W 1987 został zaproszony do Zori Woroszyłowgrad, która występowała w Pierwszej Lidze. W 1989 powrócił do SKA Karpat Lwów, a kiedy klub został rozformowany razem z innymi piłkarzami w 1990 przeszedł do Hałyczyny Drohobycz. W tym że roku zmienił klub na Wołyń Łuck. Na początku 1993 podpisał trzyletni kontrakt z Legią Warszawa. Po rozegranych 10 meczach został zdyskwalifikowany na rok przez testosteron, który wykazano w jego organizmie. Klub oprotestował wyniki próby, powtórna analiza nie wykazała środków dopingowych, jednak kary nie odwołano. Piłkarz podtrzymywał formę grając w klubach futsalowych. Latem 1994 piłkarz został zaproszony do Karpat Lwów. 31 lipca 1994 zadebiutował w spotkaniu przeciwko Tempa Szepietówka. Po dwóch sezonach w klubach Prykarpattia Iwano-Frankowsk i FK Winnica w 2000 powrócił do Karpat Lwów. Podczas zimowej przerwy sezonu 2001/02 przeszedł do Polihraftechniki Oleksandria. W jesiennej rundzie sezonu 2002/03 występował w amatorskiej drużynie Sokił Złoczów, w której również pełnił funkcje kapitana. W tym klubie zakończył karierę piłkarską.

## Kariera trenerska
Po zakończeniu kariery piłkarskiej rozpoczął pracę szkoleniową. Najpierw prowadził amatorski zespół FK Przemyślany. Od sierpnia 2012 pomagał trenować młodzieżową drużynę Karpat Lwów.

## Sukcesy i odznaczenia
- brązowy medalista Mistrzostw Ukrainy: 1998